# 堂島大橋

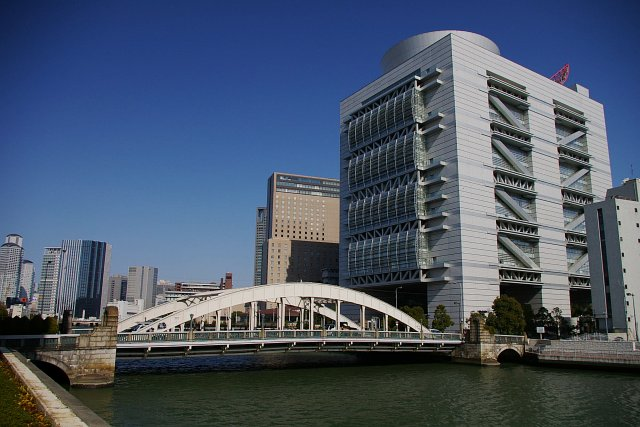
堂島大橋と国際会議場付近の堂島川

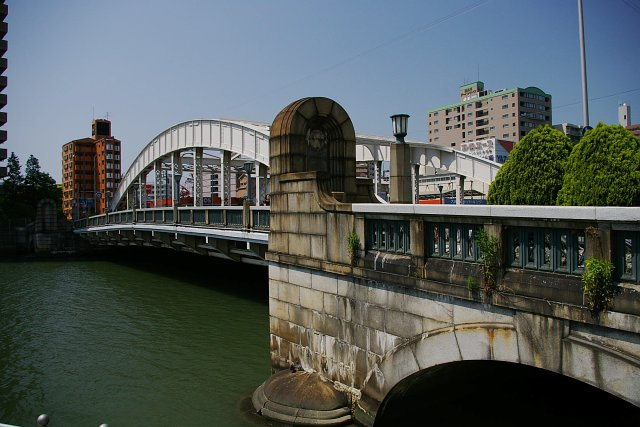
堂島大橋と国際会議場付近の堂島川

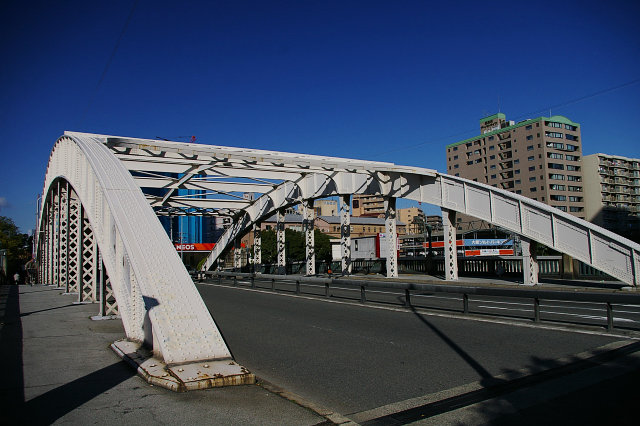
堂島大橋（南側より）

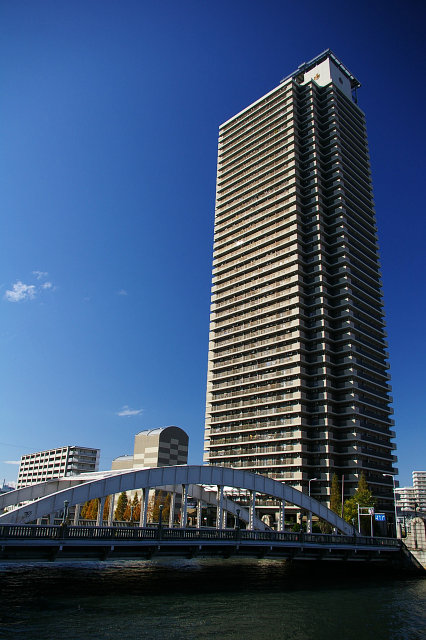
堂島大橋と高層マンション

堂島大橋（どうじまおおはし）は、大阪市のあみだ池筋（市道堂島十三線）の堂島川（旧淀川）に架かる、堂島と中之島とを結ぶ橋。
大阪市福島区玉川1丁目・福島3丁目と北区中之島5丁目・6丁目の間を結んでいる。
橋の南側には大阪国際会議場（グランキューブ大阪）と京阪中之島線中之島駅がある。

## 歴史
- 1883年（明治16年）に最初の橋が架設された。橋長83.4m、幅員3.6mの木橋だった。しかし、1885年（明治18年）の大洪水で押し流されてしまった。
- 1909年（明治42年）に橋長72m、幅員5.4mの木橋に架け替えられた。
- 都市計画事業による中之島十三線の整備に伴い、市電橋として改良され、1927年（昭和2年）9月に現在の橋に架け替えられた。施工は日立造船。このあたりの地盤が軟弱だったため、基礎工事では25mまで掘削し900本の基礎杭を打設する難工事であった。
- 1945年（昭和20年）6月のアメリカ軍による空襲で被災し、石の欄干の黒焦等の痕跡が現在でも残っている。
- 2018年（平成30年）2月12日から2020年1月31日までの間、堂島大橋改良工事の施工予定（大阪市建設局発注、エム・エム ブリッジ（株）施工。歩行者・自転車以外の車両通行止め）[1]。同時に大阪市水道局堀江幹線の配水管（27インチ 686mm）撤去[2]。

## 仕様
- （2018年-2020年の改修前）両端の下部工は鉄筋コンクリート アーチ型ラーメン構造。中央部上部工は鉄骨 下路2ヒンジ ソリッドリブアーチ。鉄骨縦・横桁にRC床板。
- （2018年-2020年の改修後）両端の下部工は鉄筋コンクリート アーチ型ラーメン構造。中央部上部工は鉄骨 下路2ヒンジ ソリッドリブアーチ。鋼床板。
- 橋長76.12m、幅22.56m。
- 中央部の径間は54.86m。

## 堂島大橋改良事業概要
2018年から2020年にかけて行われた改良事業の概要は次の通り
発注 大阪市契約管財局、大阪市建設局道路部橋梁課
施工 エム・エム ブリッジ株式会社
契約金額 1,270,000,000円（税抜金額 当初契約時）
契約工期 2018年3月7日から2020年3月31日まで
施工概要
既設のRC床板・鋼製床組を撤去し、鋼床板に全面取替（床板部の重量が1,015tonから408tonになり607tonの軽量化）
建設時より約1.9m沈下したアーチを85mm内側に変位（支点移動）させアーチ主鋼に掛かる応力を軽減させると共に持ち上げる、アーチ支承ピン取替工
航路となる桁下高さを既設O.P. +3.67mから改良後O.P. +4.3mに復元
下部工橋台と上部工アーチ主構は既設材を利用。アーチ吊材は交換
歩道部の有効幅員を2.5mに拡幅
金属部の全面再塗装
道路及び橋詰広場整備
道路照明は埋込型に更新、景観LED照明は再利用復旧

## 周辺情報
- 玉江橋（堂島川 1つ上流の橋）
- 上船津橋（堂島川 1つ下流の橋）
- 中之島
- 大阪国際会議場
- リーガロイヤルホテル
- 住友病院
- 下福島公園